# ひょろっと男子たち
ひょろっと男子たち（ひょろっとだんしたち）は、文化放送で2022年4月3日から2024年3月31日まで放送されていたラジオ番組。

## 概要
2015年4月から7年にわたり放送された西山宏太朗、梅原裕一郎をパーソナリティーとする『宏太朗と裕一郎 ひょろっと男子』に代わり、浦和希、梅田修一朗、堂島颯人、森永彩斗がパーソナリティーを務めたトーク・バラエティ番組だった。
2024年3月10日の放送第100回での放送で、2024年3月31日をもって放送終了する事が発表された。2024年3月31日、ひょろっと男子たちは2年間にわたって、シリーズでは通算9年間放送された番組はこの日をもって放送を終了した。ひょろっと男子たちの放送回数は全103回だった。

## 放送時間
文化放送
毎週日曜 20:45-21:00（2022年4月3日 - 2024年3月31日）
文化放送で当該時間帯にボートレースラジオ実況中継（SG・PGI競走優勝戦のナイターレース中継）が行われる場合、当初は通常より30分前倒して放送した。2022年10月改編以降は前枠の「鴨の音」の通常放送が優先されるため、本番組を月曜未明の時間帯に繰り下げて対応していた。
一方、文化放送で当該時間帯にプロ野球日本シリーズ中継が行われる場合は放送休止となるが、雨傘番組として用意された回は「休止分特別編」と題して通常通り公式Youtubeチャンネルにてアーカイブ配信された。ただし、当日の試合が屋内球場開催の場合は、雨傘番組としても制作されないため、Youtubeでの配信も行われなかった。

## イベント
- ひょろっと男子たちテーマソングシングル「STEP BY STEP」発売記念イベント（2023年6月18日）[3]
- ひょろっと男子たちEVENT -FIRST STEP-（2023年7月30日、有楽町朝日ホール）
- ひょろっと男子たちEVENT -SECOND STEP-（2024年2月25日、シアター・アルファ東京）
- ひょろっと男子たちEVENT -RESTART-（2024年5月26日、HYPERMIX多目的ホール）

## ディスコグラフィ

### シングル
| 発売日        | タイトル     | 規格品番   | 備考             |
| ------------- | ------------ | ---------- | ---------------- |
| 2023年4月26日 | STEP BY STEP | LACZ-10148 | 番組テーマソング |